# تئوری بیگ بنگ (فصل ۹)
فصل نهم سریال کمدی موقعیت آمریکایی تئوری بیگ بنگ از ۲۱ سپتامبر ۲۰۱۵ شروع و در ۱۲ مه ۲۰۱۶ به پایان رسید.

## بازیگران

### شخصیت‌های اصلی
- جانی گالکی در نقش دکتر لئونارد هافستادر: فیزیکدانی با ضریب هوشی ۱۷۳ که در ۲۴ سالگی دکترا گرفته‌است. او در یک آپارتمان به همراه دوست و همکارش، شلدون کوپر زندگی می‌کند.
- جیم پارسونز در نقش دکتر شلدون کوپر: فیزیکدانی که اهل تگزاس است و از بچگی نبوغ خود را نشان داده و در ۱۱ سالگی وارد کالج شده‌است. او در ۱۶ سالگی دکترا گرفته و دارای ضریب هوشی ۱۸۷ است. او فردی بسیار خودخواه و مغرور است و توانایی‌های اجتماعی کمی دارد.
- کیلی کوئوکو در نقش پنی: دختر بلوند جوان و جذابی که همسایه شلدون و لئونارد است و لئونارد از همان ابتدا عاشق پنی می‌شود. پنی قصد دارد که بازیگر شود، اما خیلی موفق نیست. برای امرار معاش به عنوان پیش‌خدمت در رستوران چیزکیک فکتوری کار می‌کند.
- سایمون هلبرگ در نقش هاوارد والوویتز: مهندس هوافضا که یهودی است و تا فصل ششم با مادرش زندگی می‌کند. برخلاف شلدون، لئونارد و راج، او دکترا ندارد و به همین خاطر مورد تمسخر دوستانش قرار می‌گیرد به خصوص شلدون. او همواره در دفاع می‌گوید که فوق‌لیسانسش را از ام‌آی‌تی گرفته و در دنیای واقعی علم نقش دارد.
- کونال نایر در نقش دکتر راجش کوتراپالی: اخترشناس اهل دهلی نو که بیشتر دوستانش او را راج صدا می‌زنند. او به همراه شلدون بر روی نظریه استرینگ کار می‌کند. او بسیار خجالتی است و در صورتی که الکل ننوشیده باشد، نمی‌تواند با زن‌ها صحبت کند. البته این مشکل او در انتهای فصل ششم حل می‌شود.
- ملیسا راوش در نقش دکتر برنادت راستنکاوسکی: یک میکروب‌شناس که در ابتدا همکار پنی در رستوران است و توسط پنی به هاوارد معرفی می‌شود. در ابتدا آن‌ها با هم خوب نمی‌سازند، اما در ادامه رابطه آن‌ها بهتر می‌شود و در انتهای فصل ۵ ازدواج می‌کنند.
- ماییم بیالیک در نقش دکتر ایمی فارا فاولر: یک عصب‌شناس که راج و هاوارد او را در اینترنت به عنوان جفت مناسب برای شلدون پیدا می‌کنند. او از خیلی جهات شبیه شلدون است، اما علایق اجتماعی بیشتری نسبت به شلدون دارد. او همچنین با برنادت و پنی یک گروه دوستی تشکیل می‌دهد و در عروسی برنادت، ساقدوش او می‌شود.
- کوین سوزمان در نقش استوارت بلوم: صاحب مغازه کمیک‌بوک‌فروشی که شلدون، هاوارد، راج و لئونارد اغلب اوقات به آن سر می‌زنند. او بسیار شبیه به آن‌هاست جز این که توانایی اجتماعی بیشتری دارد و در مدرسه طراحی رود آیلند درس خوانده.
- لورا اسپنسر در نقش دکتر امیلی سوینی

## قسمت‌ها
| شم. کلی | شم. در فصل | عنوان                             | کارگردان        | نویسنده | تاریخ انتشار اصلی | کد تولید | U.S. تعداد بیننده (میلیون) |
| ------- | ---------- | --------------------------------- | --------------- | --- | ----------------- | -------- | -------------------------- |
| 184     | 1          | «The Matrimonial Momentum»        | Mark Cendrowski | داستان : Chuck Lorre & Jim Reynolds & Maria Ferrari نمایشنامۀ تلویزیونی : Steven Molaro & Steve Holland & Eric Kaplan                   | ۲۱ سپتامبر ۲۰۱۵   | 4X7201   | 18.20                      |
| 185     | 2          | «The Separation Oscillation»      | Mark Cendrowski | داستان : Steven Molaro & Steve Holland & Tara Hernandez نمایشنامۀ تلویزیونی : Chuck Lorre & Jim Reynolds & Maria Ferrari                | ۲۸ سپتامبر ۲۰۱۵   | 4X7202   | 15.23                      |
| 186     | 3          | «The Bachelor Party Corrosion»    | Mark Cendrowski | داستان : Dave Goetsch & Jim Reynolds & Jeremy Howe نمایشنامۀ تلویزیونی : Steven Molaro & Steve Holland & Eric Kaplan                    | ۵ اکتبر ۲۰۱۵      | 4X7203   | 15.40                      |
| 187     | 4          | «The 2003 Approximation»          | Mark Cendrowski | داستان : Chuck Lorre & Steve Holland & Eric Kaplan نمایشنامۀ تلویزیونی : Steven Molaro & Maria Ferrari & Tara Hernandez                 | ۱۲ اکتبر ۲۰۱۵     | 4X7204   | 14.96                      |
| 188     | 5          | «The Perspiration Implementation» | Mark Cendrowski | داستان : Chuck Lorre & Eric Kaplan & Maria Ferrari نمایشنامۀ تلویزیونی : Steven Molaro & Jim Reynolds & Saladin K. Patterson            | ۱۹ اکتبر ۲۰۱۵     | 4X7205   | 14.68                      |
| 189     | 6          | «The Helium Insufficiency»        | Mark Cendrowski | داستان : Steve Holland & Maria Ferrari & Anthony Del Broccolo نمایشنامۀ تلویزیونی : Steven Molaro & Eric Kaplan & Jim Reynolds          | ۲۶ اکتبر ۲۰۱۵     | 4X7207   | 16.32                      |
| 190     | 7          | «The Spock Resonance»             | Nikki Lorre     | داستان : Chuck Lorre & Jim Reynolds & Tara Hernandez نمایشنامۀ تلویزیونی : Steven Molaro & Steve Holland & Jeremy Howe                  | ۵ نوامبر ۲۰۱۵     | 4X7206   | 14.81                      |
| 191     | 8          | «The Mystery Date Observation»    | Mark Cendrowski | داستان : Steven Molaro & Eric Kaplan & Jim Reynolds نمایشنامۀ تلویزیونی : Chuck Lorre & Steve Holland & Tara Hernandez                  | ۱۲ نوامبر ۲۰۱۵    | 4X7208   | 14.92                      |
| 192     | 9          | «The Platonic Permutation»        | Mark Cendrowski | داستان : Jim Reynolds & Jeremy Howe & Tara Hernandez نمایشنامۀ تلویزیونی : Steve Holland & Maria Ferrari & Adam Faberman                | ۱۹ نوامبر ۲۰۱۵    | 4X7209   | 15.19                      |
| 193     | 10         | «The Earworm Reverberation»       | Mark Cendrowski | داستان : Eric Kaplan & Jim Reynolds & Saladin K. Patterson نمایشنامۀ تلویزیونی : Steven Molaro & Steve Holland & Jeremy Howe            | ۱۰ دسامبر ۲۰۱۵    | 4X7210   | 15.27                      |
| 194     | 11         | «The Opening Night Excitation»    | Mark Cendrowski | داستان : Steven Molaro & Eric Kaplan & Tara Hernandez نمایشنامۀ تلویزیونی : Steve Holland & Jim Reynolds & Maria Ferrari                | ۱۷ دسامبر ۲۰۱۵    | 4X7211   | 17.23                      |
| 195     | 12         | «The Sales Call Sublimation»      | Mark Cendrowski | داستان : Steve Holland & Jim Reynolds & Saladin K. Patterson نمایشنامۀ تلویزیونی : Steven Molaro & Maria Ferrari & Anthony Del Broccolo | ۷ ژانویه ۲۰۱۶     | 4X7212   | 15.85                      |
| 196     | 13         | «The Empathy Optimization»        | Mark Cendrowski | داستان : Chuck Lorre & Eric Kaplan & Dave Goetsch نمایشنامۀ تلویزیونی : Steven Molaro & Steve Holland & Saladin K. Patterson            | ۱۴ ژانویه ۲۰۱۶    | 4X7213   | 15.75                      |
| 197     | 14         | «The Meemaw Materialization»      | Mark Cendrowski | داستان : Chuck Lorre & Jim Reynolds & Maria Ferrari نمایشنامۀ تلویزیونی : Steven Molaro & Steve Holland & Tara Hernandez                | ۴ فوریه ۲۰۱۶      | 4X7214   | 15.29                      |
| 198     | 15         | «The Valentino Submergence»       | Mark Cendrowski | داستان : Steven Molaro & Jim Reynolds & Tara Hernandez نمایشنامۀ تلویزیونی : Steve Holland & Eric Kaplan & Jeremy Howe                  | ۱۱ فوریه ۲۰۱۶     | 4X7215   | 16.25                      |
| 199     | 16         | «The Positive Negative Reaction»  | Mark Cendrowski | داستان : Eric Kaplan & Jim Reynolds & Saladin K. Patterson نمایشنامۀ تلویزیونی : Steven Molaro & Steve Holland & Maria Ferrari          | ۱۸ فوریه ۲۰۱۶     | 4X7216   | 15.24                      |
| 200     | 17         | «The Celebration Experimentation» | Mark Cendrowski | داستان : Chuck Lorre & Eric Kaplan & Jeremy Howe نمایشنامۀ تلویزیونی : Steven Molaro & Steve Holland & Tara Hernandez                   | ۲۵ فوریه ۲۰۱۶     | 4X7217   | 15.94                      |
| 201     | 18         | «The Application Deterioration»   | Mark Cendrowski | داستان : Steven Molaro & Eric Kaplan & Adam Faberman نمایشنامۀ تلویزیونی : Steve Holland & Jim Reynolds & Maria Ferrari                 | ۱۰ مارس ۲۰۱۶      | 4X7218   | 14.68                      |
| 202     | 19         | «The Solder Excursion Diversion»  | Mark Cendrowski | داستان : Bill Prady & Eric Kaplan & Maria Ferrari نمایشنامۀ تلویزیونی : Steven Molaro & Steve Holland & Saladin K. Patterson            | ۳۱ مارس ۲۰۱۶      | 4X7219   | 14.24                      |
| 203     | 20         | «The Big Bear Precipitation»      | Mark Cendrowski | داستان : Chuck Lorre & Dave Goetsch & Tara Hernandez نمایشنامۀ تلویزیونی : Steven Molaro & Steve Holland & Jim Reynolds                 | ۷ آوریل ۲۰۱۶      | 4X7220   | 13.50                      |
| 204     | 21         | «The Viewing Party Combustion»    | Mark Cendrowski | داستان : Eric Kaplan & Maria Ferrari & Jeremy Howe نمایشنامۀ تلویزیونی : Steven Molaro & Steve Holland & Tara Hernandez                 | ۲۱ آوریل ۲۰۱۶     | 4X7221   | 14.16                      |
| 205     | 22         | «The Fermentation Bifurcation»    | Nikki Lorre     | داستان : Steven Molaro & Jim Reynolds & Anthony Del Broccolo نمایشنامۀ تلویزیونی : Chuck Lorre & Steve Holland & Tara Hernandez         | ۲۸ آوریل ۲۰۱۶     | 4X7222   | 14.13                      |
| 206     | 23         | «The Line Substitution Solution»  | Anthony Rich    | داستان : Steve Holland & Saladin K. Patterson & Tara Hernandez نمایشنامۀ تلویزیونی : Steven Molaro & Eric Kaplan & Maria Ferrari        | ۵ مه ۲۰۱۶         | 4X7223   | 13.22                      |
| 207     | 24         | «The Convergence Convergence»     | Mark Cendrowski | داستان : Steven Molaro & Tara Hernandez & Adam Faberman نمایشنامۀ تلویزیونی : Chuck Lorre & Steve Holland & Jeremy Howe                 | ۱۲ مه ۲۰۱۶        | 4X7224   | 14.73                      |